# Austroaeschna anacantha
Austroaeschna anacantha är en trollsländeart som beskrevs av Tillyard 1908. Austroaeschna anacantha ingår i släktet Austroaeschna och familjen mosaiktrollsländor. Inga underarter finns listade i Catalogue of Life.